# فرج علی‌پور
فرج علیپور (زادهٔ ۲۱ دیِ ۱۳۳۸، خرّم‌آباد) نوازنده کمانچه و بداهه‌نواز موسیقی مقامی لرستان، خواننده و از چهره‌های سرشناس موسیقی لری و موسیقی لکی است. در ۱۳۹۴، نشان درجه یک هنری که معادل دکترای موسیقی است، توسط شورای ارزشیابی وزارت فرهنگ و ارشاد اسلامی، به وی اعطاشد.
«شبانه»یا ترانه«یه شوی نصفه شوی»از معروفترین ساخته‌ها و اجراهای فرج علیپور است ‌‌که توسط خوانندگانی همچون «شاهین نجفی»کاور شده است.
شعر این ترانه را ترانه سرا،خواننده،آهنگساز شهیر لرستانی «ایرج رحمانپور»سروده است که سابقه‌ همکاری با هم را در ترانه های همچون «بازیگه» دارند

## فعالیت‌ها
او از همان کودکی نوازندگی کمانچه را نزد عمویش آموخت. کمانچهٔ او نخستین بار در سال ۱۳۴۸ در صفحه‌های گرامافون «دختر دهاتی» و «کیزه و شو» به خوانندگی بهمن اسکینی ضبط شد.از دیگر آثار او می‌توان به کاست و سی دی‌های زیر اشاره کرد:
- تکسوار به خوانندگی محمد میرزاوندی
- «دالکه» به خوانندگی رضا سقایی
- یافته، آرزو و قدیم صیاد به خوانندگی بهمن اسکینی
- حرف دل با صدای غلام رضا سبزعلی
- گل باغ با صدای فضل اله صفاری
- کنسرت موسیقی لری و بختیاری با صدای سیما بینا
- آثاری همچون موسیقی محلی لری، داغ شقایق، تال، شادیانه، درسوگ آفتاب، شکوفه‌های موسیقی لرستان، چوپی، عزیز دل، میراث عشق، شانه شکی، سوز سیل، قالیباف و …

او از سال ۱۳۷۲ تا کنون کنسرت‌های متعددی را در کشورهای: آلمان، فرانسه، بلژیک، انگلیس، سوئد، نروژ، دانمارک، استرالیا، عراق و دبی اجرا نمود.